# 日台深海鯡
日台深海鲱，是深海鲱科新深海鲱属一种，分布于日本和台湾海域。本种原本认定为是银深海鲱（Bathyclupea argentea），2014年被认定为是新物种，银深海鲱现被认为分布于大西洋西部海域。

## 形态特征
口腔双色，体高中等（体长为体高的4.1—4.5倍），体长约为头长的3倍，前鳃盖骨边缘光滑，臀鳍鳍条29—31条，第16—17鳃耙发达，其最长的长度是头长的9.1—12.3%。